# Jimmy Gibson
John James (Jimmy) Gibson, född 26 december 1858 i Göteborg, död 30 oktober 1932 i Ulricehamn, var en svensk politiker och ingenjör. Han var son till James Alexander Gibson och Martina Barclay, ägarna till Gunnebo slott 1854–1870.
Gibson var ingenjör vid Jonsereds Fabrikers AB. Tack vare Gibsons ingående tekniska kunskaper och kännedom om den europeiska textilindustrins produktions- och avsättningsmöjligheter kunde fabriken anpassas till ändrade marknadsförhållanden. Samtidigt tillvaratogs eventuella expansionsmöjligheter. Hans framsynthet visade sig bl.a. i livligt intresse för uppfinningen av kullager, som redan 1907 applicerades på bandsågar och hyvelmaskiner, vilka tillverkades vid Jonsered. 
Gibson var politiskt verksam som frisinnad och ledamot av riksdagens andra kammare 1909–1911 för Sävedals härads valkrets. I riksdagen tillhörde han frisinnade landsföreningens riksdagsgrupp liberala samlingspartiet. Som riksdagspolitiker engagerade han sig bland annat för obligatorisk sjukförsäkring.
Ett utslag av Gibsons liksom av hans hustrus, Lizzie Wærns kulturradikalism - även inspirerad av vänskapen med Ellen Key - var deras insats för folkbildningen genom bildandet av en föreläsningsförening och ett lånebibliotek vid Jonsered. Gibson är begravd på Östra kyrkogården i Göteborg.